# Ginestas
Ginestas är en kommun i departementet Aude i regionen Occitanien  i södra Frankrike. Kommunen ligger  i kantonen Ginestas som ligger i arrondissementet Narbonne. År 2022 hade Ginestas 1 579 invånare.

## Befolkningsutveckling
Antalet invånare i kommunen Ginestas
Referens: INSEE